# Río Cerrillos
Río Cerrillos es un río en Ponce, Puerto Rico.